# Blue Bayou
Blue Bayou ist ein 1961 von Roy Orbison und Joe Melson geschriebenes Lied, das 1963 in der von Roy Orbison gesungenen Version veröffentlicht wurde.  Das Lied wurde in dieser Version ein Nummer-eins-Hit in den irischen und australischen Charts und erreichte Platz 29 in den Billboard Hot 100. In den britischen Charts erreichte die Single Platz 3.

## Cover-Versionen auf Englisch
- 1977: Linda Ronstadt, Single Blue Bayou (Diese Coverversion erreichte Platz 3 in den Billboard Hot 100 Charts im Jahr 1977 sowie Platz 2 in den Country- und Cash-Box-Charts. Für mehr als zwei Millionen verkaufter Singles allein in den Vereinigten Staaten erhielt Linda Ronstadt zuerst eine Goldene, dann eine Platin-Schallplatte.)
- 1978: Tracy Huang, Album Just The Way You Are
- 1980: Piet Veerman, Album Back to You
- 1983: Tony Christie, Album Country Love
- 1989: Lynn Anderson, Album Rose Garden (nicht zu verwechseln mit Lynn Andersons Single von 1970 mit demselben Titel)
- 1990: Andy Tielman, Album Now and Forever
- 1991: Engelbert Humperdinck, Album Träumen mit Engelbert 2
- 1995: Ed Bruce, Album Puzzles
- 1995: The Cox Family, Album Beyond the City
- 1998: die maltesische Country-Sängerin Marisa D’Amato, Album Makin’ Believe
- 2001: A-Mei Chang, Album Journey
- 2004: Raul Malo, Album Nashville Acoustic Sessions
- 2004: Deborah Sasson, Album Pop Classics
- 2007: Martina McBride, Album Waking up Laughing
- 2007: The Idea of North, Album Live at the Powerhouse
- 2008: The Mavericks, Album Covers
- 2010: Norah Jones mit M. Ward, Track live from Austin, Album …Featuring Norah Jones
- 2010: Gina Jeffreys, Album Old Paint
- 2011: Christer Sjögren, Album Kramgoa låtar 2011
- 2011: Damien Leith, Album Roy: A Tribute To Roy Orbison
- 2011: Andrea Corr, Album Lifelines
- 2011: Chris de Burgh, Album Footsteps 2
- 2012: der aus Neuseeland stammende Reggae-Sänger Swiss produzierte eine Reggae-Version des Lieds, Album Mr. Slow Wind
- 2014: Emmylou Harris, Bonnie Raitt und Carrie Underwood sangen das Lied am 10. April des Jahres im Barclays Center in Brooklyn, New York, als Linda Ronstadt in die Rock and Roll Hall of Fame aufgenommen wurde
- 2014: Melinda Schneider und Beccy Cole, Album Great Women of Country
- 2016: Alisan Porter, Auftritt am 29. Februar des Jahres bei der zehnten Staffel der US-amerikanischen Castingshow The Voice
- 2019: JB Meijers, Barry Hay und Danny Vera, Album For You Baby

## Versionen auf Deutsch
- 1963: Danny Marino, Single Blue Bayou / Bald geh’n die Lichter aus (Polydor – 52 180)[4]
- 1978: Paola, Single Blue Bayou (CBS – S 6180) (Paola erreichte damit 1978 Platz 6 in den Schweizer, Platz 10 in den österreichischen und Platz 13 in den deutschen Charts[5])
- 1978: Nana Mouskouri, Album Lieder, die die Liebe schreibt (Philips – 9129 001; Ex Libris – PH 6858 091)[6]
- 2011: Andy Borg, Album Komm ein bisschen mit (MCP / VM 171.102)[7]

## Versionen in weiteren Sprachen
- 1963: Französisch, der französische Sänger Dick Rivers, Titel „Tu N'es Plus Là“, Album Voulez-Vous Danser? (Pathé – PAM 67.124, Pathé – SPAM 67.124)
- 1964: Spanisch, der mexikanische Sänger Lalo Carrión, Titel „Sueño Azul“, Single Sueño azul (ORFEON – 45-1470)
- 1977: Spanisch, Linda Ronstadt, Titel „Lago Azul“, Single Lago Azul (Asylum Records – E-45464)
- 1978: Spanisch, die italienische Sängerin Iva Zanicchi, Titel „Lago Azul“, Single Lago azul/Se riesci a non morire (RIFI – MO 1867)
- 1978: Französisch, die französische Sängerin Mireille Mathieu, Titel „À Blue Bayou“, Album Fidèlement vôtre (Philips – 9101 707, Ariola – 26 446 IU, Polydor – 2424 182)
- 1978: Italienisch, die italienische Sängerin Iva Zanicchi, Titel „Con la voglia di te“, Album Con la voglia di te [RIFI – RDZ ST 14290]
- 1978: Norwegisch, die norwegische Country-Sängerin Lillian Aslekand, Titel „Blue Bayou“, Album Countryjente (Talent – TLS 3042)
- 1991: Isländisch, die isländische Sängerin Þuríður Sigurðardóttir, Titel „líknandi tár“
- 1994: Spanisch, die mexikanische Sängerin und Schauspielerin Bibi Gaytán, Titel „Lago Azul“, Album Manzana verde (Fonovisa – FPCD-9160, Melody – TMD/1192)
- 1995: Spanisch, der mexikanische Sänger Roberto Jordán, Titel „Bahia Azul“, Album 15 Grandes Exitos (Dismex Sonoamerica – 9026)
- 1997: Finnisch, die finnische Sängerin Anna Eriksson, Titel „Rakkauden Saari“, Album Anna Eriksson (MTV-Musiikki – MTVCD 124)
- 1997: Estnisch, der estnische Sänger Tarmo Pihlap, Titel „Koju Läen“, Album Kutse tantsule nr 5 (Aidem Pot – POT CD 1040)
- 1998: Finnisch, der finnische Sänger Kari Tapio, Titel „Tuun Blue Bayou'uun“, Album Sinut tulen aina muistamaan (AXR – AXRCD 1151)
- 2011: Spanisch, der argentinisch-österreichische Sänger Semino Rossi, Titel „Lago Azul“, Album Augenblicke (Koch Universal Music – 06025 2774211)
- 2013: Englisch (Strophen) + Hawaiisch (Refrain): die hawaiische Sängerin Faith Ako, Titel „Blue Bayou“, Album Kulaiwi – My Beloved Homeland
- 2015: Spanisch, die US-amerikanische Sängerin und Schauspielerin Jamila Velazquez, Titel „Blue Bayou“ (diese Version wurde gesungen innerhalb der „Be True“-Episode in der zweiten Staffel der US-amerikanischen Fernsehserie Empire; das erste Mal ausgestrahlt im Oktober 2015)

## Filmmusik
- 1976: Der Mann, der vom Himmel fiel (Originaltitel: The Man Who Fell to Earth)
- 2001: Letzte Runde (Last Orders)
- 2003: Dreamcatcher
- 2004: Mann unter Feuer (Man on Fire)
- 2021: Blue Bayou.